# Petre Havaleț
Petre Havaleț (ur. 27 czerwca 1909 w Aradzie, zm. w 1956) – rumuński dyskobol. Uczestnik Igrzysk Olimpijskich w 1936 w Berlinie. Na igrzyskach olimpijskich odpadł w eliminacjach w konkursie rzutu dyskiem.